# Teodosij Osmatschka

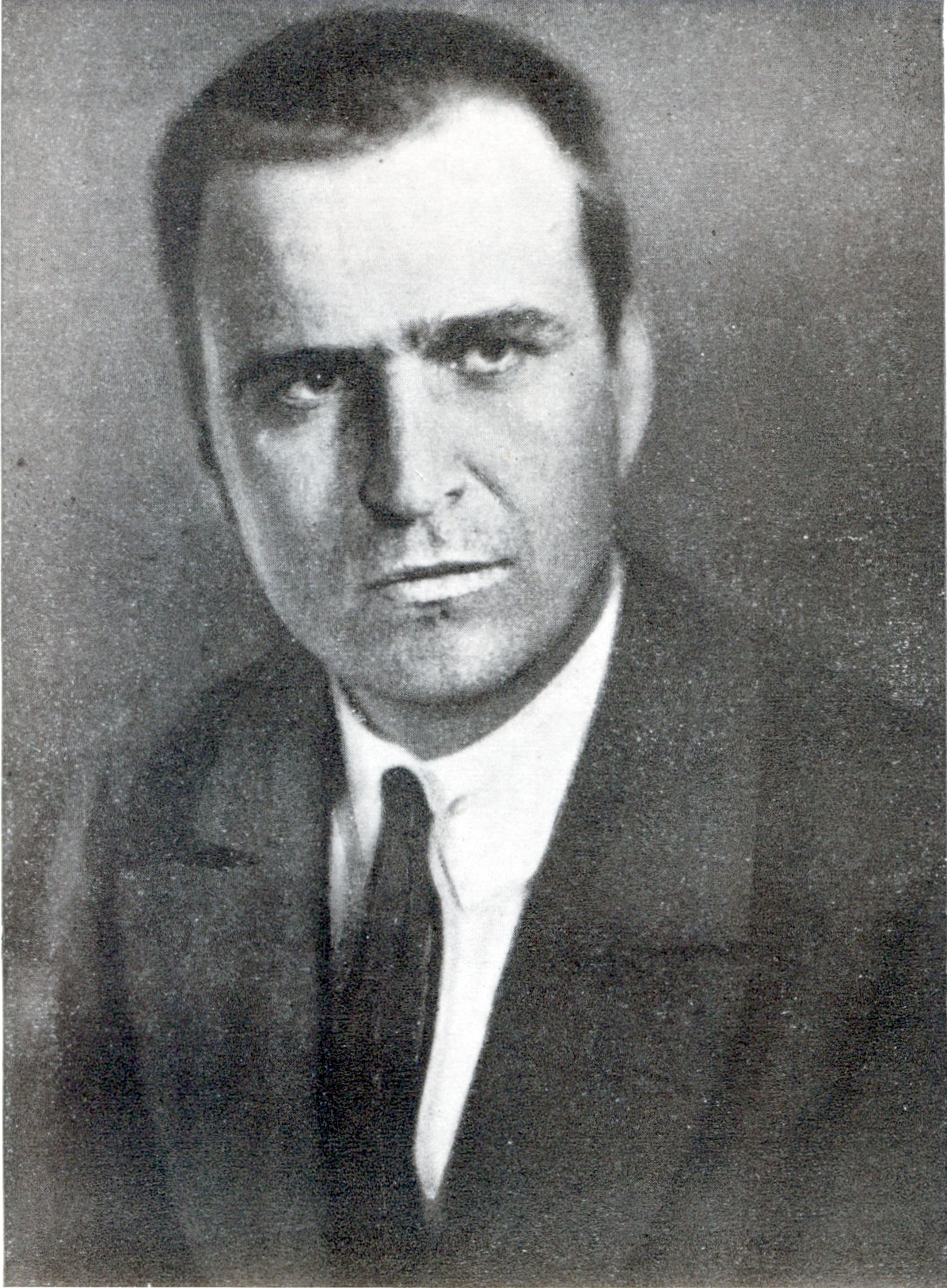
Teodosij Osmatschka, 1928

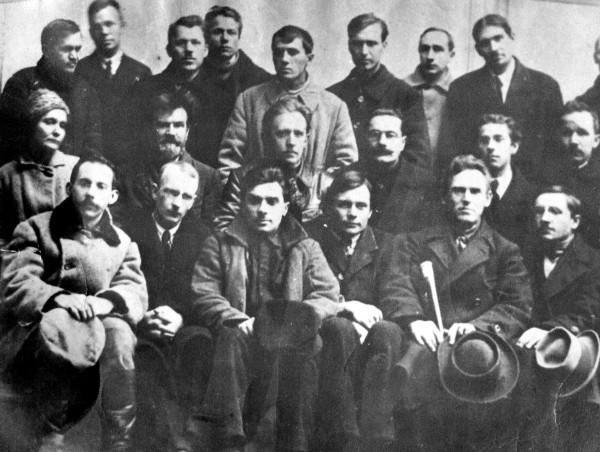
Treffen Charkiwer und Kiewer Künstler 1923. Von links nach rechts. Erste Reihe: Maksym Rylskyj, Jurij Meschenko, Mykola Chwylowyj, Majk Johansen, Hryhorij Mychailow, Mychajlo Werykiwskyj. Zweite Reihe: Natalja Romanowytsch, Mychailo Mohyljanskyj, Wassyl Ellan-Blakytnyj, Serhij Pylypenko, Pawlo Tytschyna, Pawlo Fylypowytsch. Dritte Reihe: Mykola Serow, Mychajlo Draj-Chmara, Hryhorij Kossynka, Wolodymyr Sosjura, Teodosij Osmatschka, Wolodymyr Korjak, Mychailo Iwtschenko

Teodosij Stepanowytsch Osmatschka (ukrainisch Теодосій Степанович Осьмачка; * 3. Julijul. / 15. Juli 1895greg. in Kuziwka, Gouvernement Kiew, Russisches Kaiserreich; † 7. September 1962 in New York, Vereinigte Staaten) war ein ukrainischer Dichter, Schriftsteller und Übersetzer, Vertreter der hingerichtete Wiedergeburt.

## Leben
Teodosij Osmatschka kam im Dorf Kuziwka in der heutigen ukrainischen Oblast Tscherkassy als Sohn einer Landarbeiterfamilie zur Welt. Ab 1920 studierte er am Institut für Erziehungswissenschaft in Kiew und arbeitete anschließend an Kiewer Schulen als Lehrer. Er war der Literaturgruppe „Lanka“ verbunden und veröffentlichte drei Gedichtsammlungen: 1922 «Круча» (Krutscha), 1925 «Скитські вогні» (Skytski wohni) und 1929 «Клекіт» (Klekit).
1930 übersetzte Osmatschka Shakespeares Macbeth. Nachdem mehrere seiner Freunde und Kollegen wie Hryhorij Strilez (1899–1934), Dmytro Falkiwskyj (1898–1934) und Walerjan Pidmohylnyj (1901–1937) bereits verhaftet waren und auch er sich Denunziationen und Beschuldigungen ausgesetzt sah, versuchte er durch Flucht über die polnische Grenze deren Schicksal zu entgehen. Jedoch wurde er in Swerdlowsk verhaftet, konnte aber fliehen und wurde nach abermaliger Verhaftung wegen Spionage inhaftiert. Da er nicht warten wollte, bis man ihn im Gefängnis erschoss, stellte er sich wahnsinnig und wurde in eine psychiatrische Klinik nach Kiew verlegt. Diese Erlebnisse verarbeitete er 1956 in der Geschichte «Ротонда душогубців» (Rotonda duschohubziw).
1942 zog er nach Lwiw, wo er das Buch «Сучасникам» (Sutschasnykam) veröffentlichte. 1944 wanderte er zunächst nach Deutschland und 1948 in die USA aus.
Am 6. Juli 1961 brach er aufgrund einer Nervenlähmung in München auf der Straße zusammen und wurde zur Behandlung in die USA geflogen und in das Pilgrim State Hospital bei New York verbracht. Er starb 67-jährig in New York und wurde auf dem Friedhof der ukrainisch-orthodoxen St. Andrew Memorial Church in South Bound Brook in New Jersey beerdigt.